# Poikilospermum oblongifolium
Poikilospermum oblongifolium är en nässelväxtart som först beskrevs av Barg.-petr., och fick sitt nu gällande namn av Elmer Drew Merrill. Poikilospermum oblongifolium ingår i släktet Poikilospermum och familjen nässelväxter. Inga underarter finns listade i Catalogue of Life.